# Au (Ramsau)

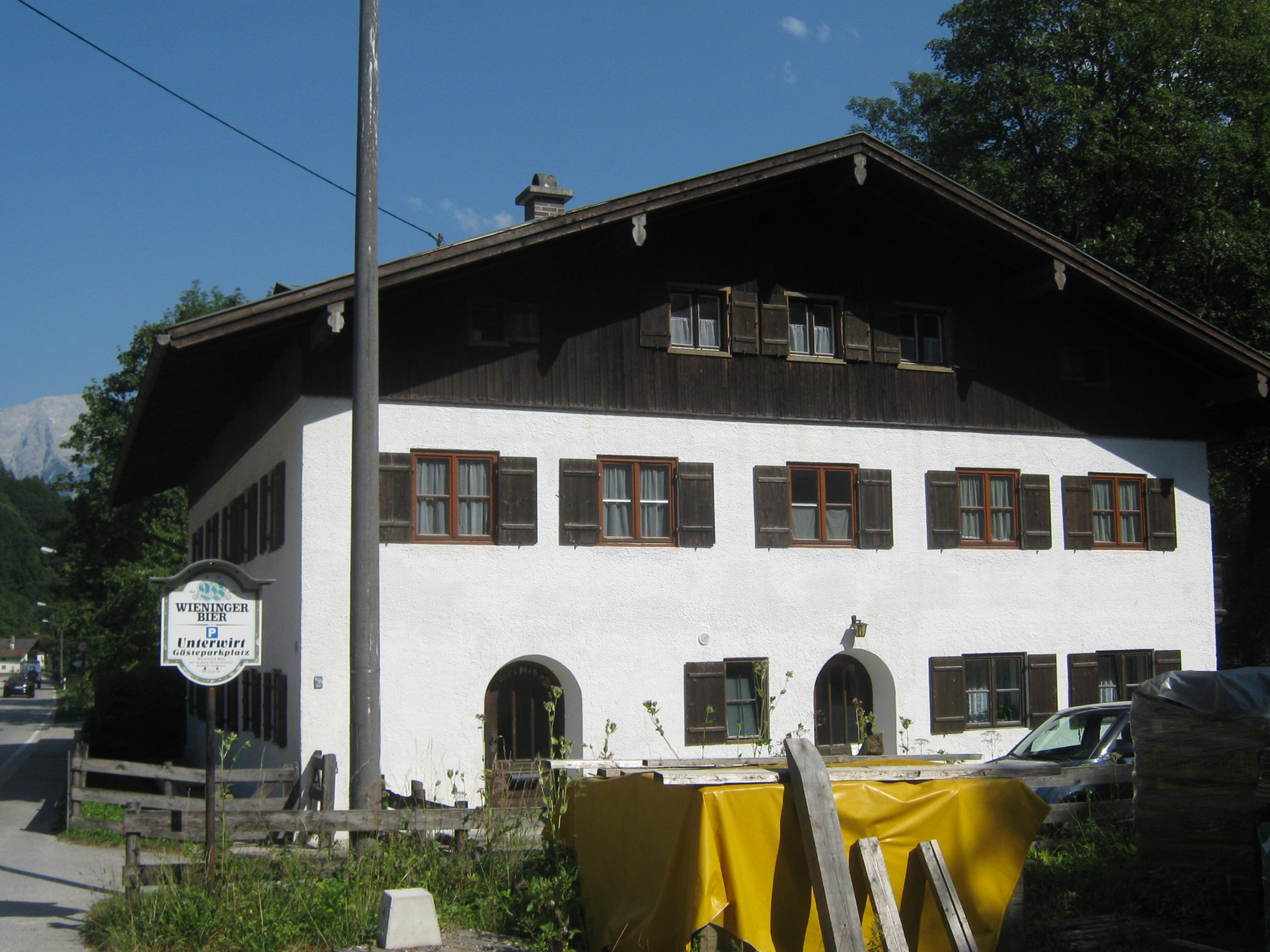
Der Unterwirt befand sich rechts (südlich) der Ramsauer Ache bereits außerhalb der geschlossenen Ortschaft

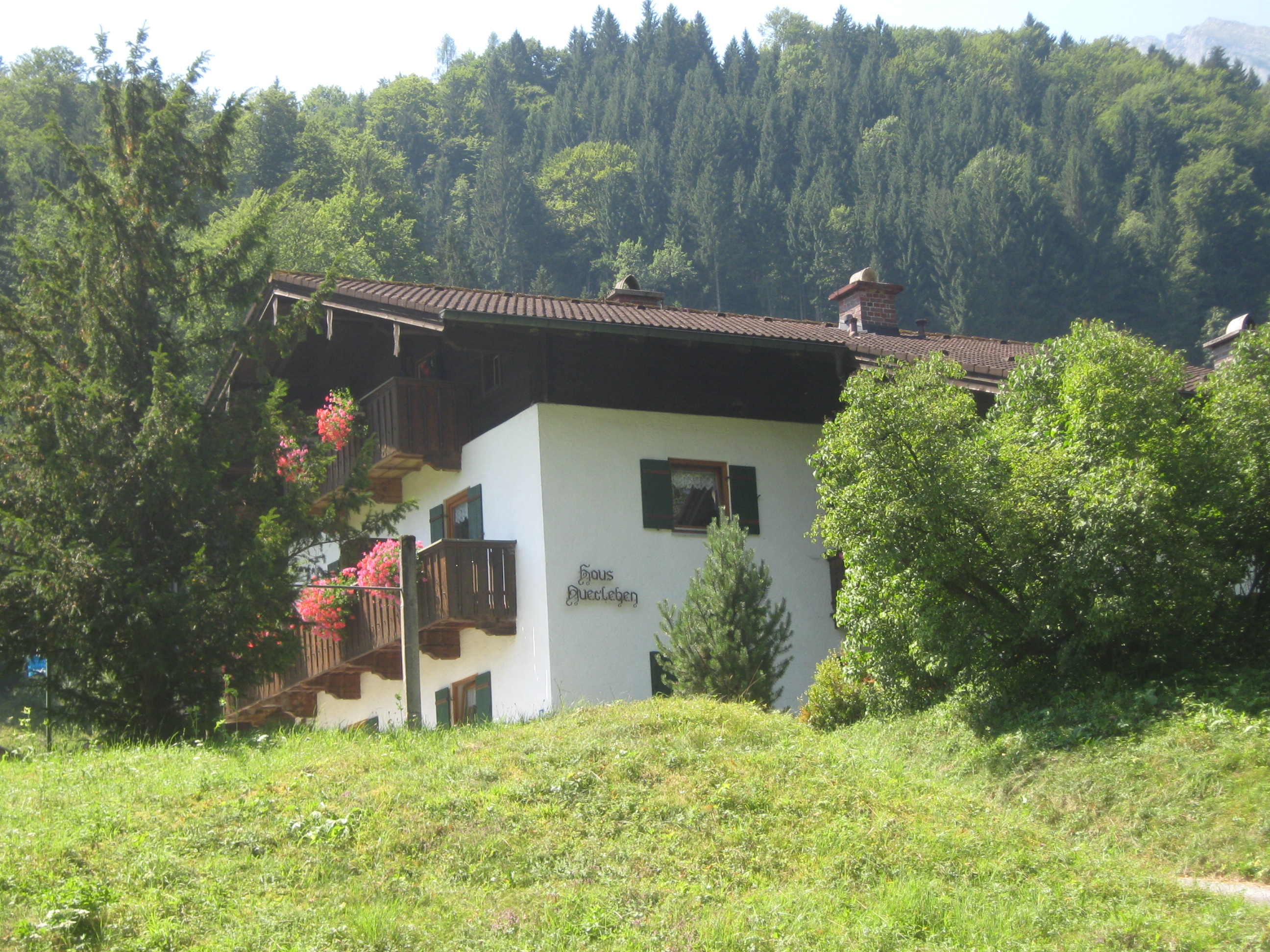
Das Anwesen Au (Auerlehen) liegt rechts (südlich) der Ramsauer Ache, nähe des Fußwegs zur Wimbachklamm

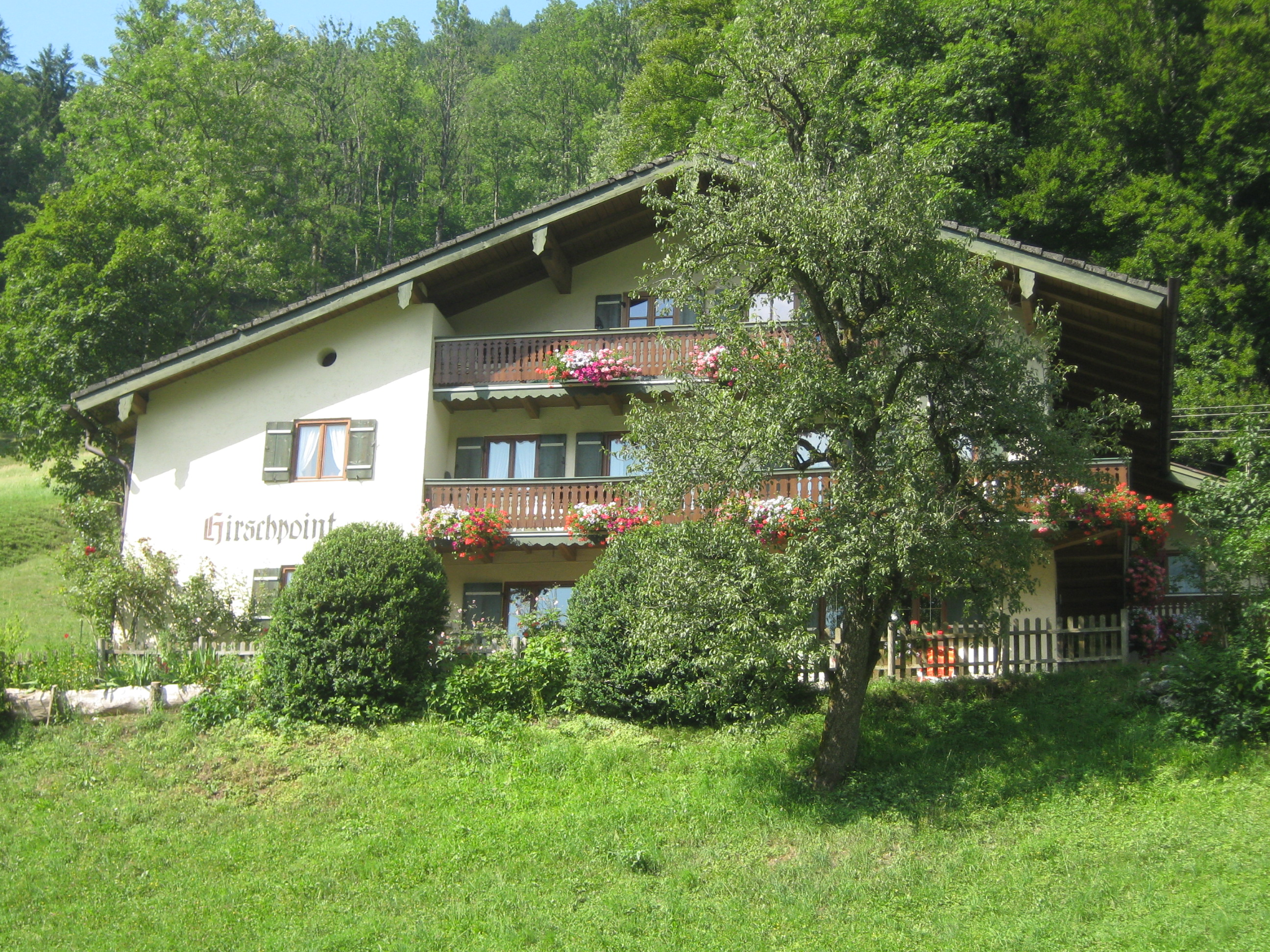
Das Haus Hirschpoint liegt links (nördlich) der Ramsauer Ache

Die Au ist ein Gemeindeteil bzw. eine Gnotschaft von Ramsau bei Berchtesgaden.

## Geographische Lage
Die Gnotschaft wird begrenzt durch den Kasparnbach im Westen, den Soleleitungsweg im Norden, und die Gemeindegrenze mit Bischofswiesen und Schönau am Königssee im Osten. Im Süden liegt der offiziell unbewohnte Forst Ramsau. Zur Gnotschaft gehören unter anderem der östliche Teil des Dorfes Ramsau, die Reschensiedlung und die Ansiedlung Wimbachbrücke. Ebenso wie die Gnotschaften Schwarzeck und Taubensee hat Au Anteil an dem im Zusammenhang bebauten Innenbereich im Tal der Ramsauer Ache, der informell als Dorf Ramsau oder als Ortszentrum bezeichnet wird (Hausnummern „Im Tal“ 1 bis 46 über eine Länge von rund 800 Metern).
In der Gnotschaft liegt das Rathaus der Gemeinde Ramsau bei Berchtesgaden.

## Geschichte
Vermutlich bereits ab Ende des 14. Jahrhunderts bildete Au zusammen mit Schwarzeck den 1. Gnotschaftsbezirk der „Urgnotschaft“ Ramsau im Berchtesgadener Land, das ab 1380 das Kernland der Reichsprälatur Berchtesgaden und der später eigenständigen, reichsunmittelbaren Fürstpropstei Berchtesgaden (1559–1803) umfasste. Nach drei kurz hintereinander folgenden Herrschaftswechseln wurde 1810 das Berchtesgadener Land mit seinen Gnotschaften dem Königreich Bayern angegliedert und aus Ramsau ab 1812 die Gemeinde Ramsau bei Berchtesgaden mit Au und Schwarzeck als nunmehr zwei voneinander abgegrenzte Gnotschaften. Da Größe und Gliederung der Gemeinde Ramsau bei Berchtesgaden in den 1970ern von der Gebietsreform in Bayern ausgenommen blieben, sind Au und Schwarzeck noch heute Ortsteile bzw. Gnotschaften der Gemeinde Ramsau bei Berchtesgaden.